# Kourabiedes

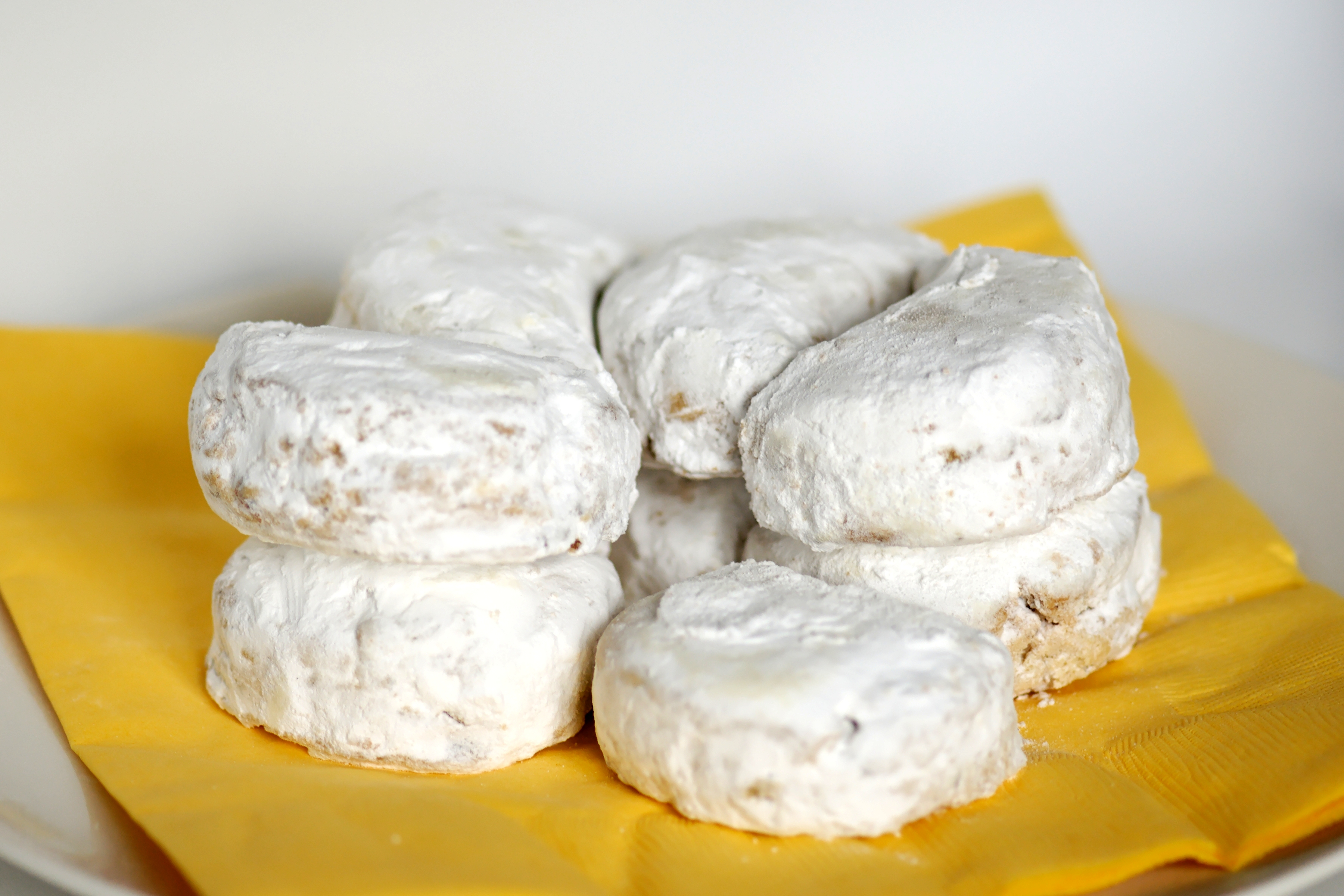
Kourabiedes.

Kourabiedes (Grieks: κουραμπιέδες) zijn klassieke Griekse kerstkoekjes evenals Melomakarona. In Griekenland worden deze koekjes gedurende de hele kerstperiode tot na oud en nieuw geserveerd. De koekjes worden vaak thuis gebakken, maar elke supermarkt en banketbakker in Griekenland verkoopt ze in de kerstperiode. 
Vaak wordt er Metaxa, een Griekse brandewijn, bij geserveerd.